# 経皮的経気管換気
経皮的経気管換気（けいひてきけいきかんかんき、Percutaneous transtracheal ventilation: PTV）とは、皮膚から輪状甲状靱帯を経て気管に挿入した留置針を通して、高圧ガス源を用いて肺に酸素を供給するもので、従来型の人工呼吸の一形態と考えられている。

## 概要
PTVは、経気管ジェット換気と混同されやすいが、これは従来の換気とは異なり、高頻度換気のことで、低1回換気量換気であり、集中治療室でしか使用できない専用の換気装置を必要とする。一方、PTVは、完全には上気道閉塞が起こっていない患者では、I:E比1:4、呼吸数10～12回/分で間欠的強制換気を開始し、完全な気道閉塞のある患者では、I:E比1:8～1:10として呼吸数5～6回/分に調整する。PTVは呼吸回数に関して言えば、従来式の間欠的強制換気と同等かむしろ少なく、高頻度換気よりもはるかに少ない。